# صخرة فيرواي
قالب:Saari WD
وصلة=https://fr.wikipedia.org/wiki/Fichier:FairwayRock-Mil.jpg|تصغير|صخرة فيرواي، صيف 1986.

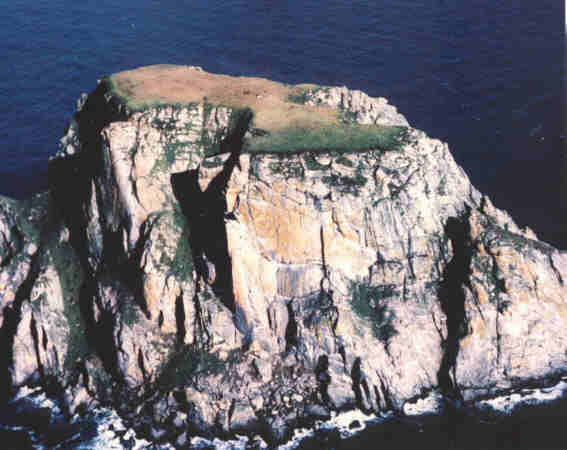

صخرة فيرواي هي جزيرة صغيرة في مضيق بيرينغ، تقع جنوب شرق جزر ديوميد وغرب خليج أمير ويلز في ألاسكا. تبلغ مساحتها 0.3 كيلومتر مربع (0.12 ميل مربع). عُرفت هذه الجزيرة من قبل سكان الإسكيمو في منطقة مضيق بيرينغ في فترة ما قبل التاريخ، وقد وثقها جيمس كوك في عام 1778 وحصلت على اسمها من قبل فريدريك بيشي في عام 1826. على الرغم من أنها غير مأهولة بالسكان، فإنّها موقع تعشيش للطيور البحرية - وأبرزها طائر الأويك الأعرف والصغير – مما يجذب جامعي البيض من السكان الأصليين المحليين. وضعت البحرية الأمريكية معدات مراقبة بيئية تعمل على مولدات نظائر مشعة حرارية في الجزيرة من الستينيات وحتى التسعينيات.

## الجغرافيا
تُعد كتلة الجرانيت التي أصبحت الآن صخرة فيرواي، مثل جزر ديوميد الأكبر القريبة، من بقايا عصر جليدي سابق.
تقع صخرة فيرواي على بعد 12 ميل (19 كم) في الاتجاه الجنوب – الجنوب الغربي من جزيرة ليتل ديوميد وعلى بعد 20 ميل (32 كم) غرب خليج أمير ويلز. يتراوح عرض الجزيرة من 300 متر إلى 1.5 كم. وترتفع بشدة من المياه المحيطة بها إلى ارتفاع 534 قدماً (163 متراً) فوق مستوى سطح البحر، ويمكن رؤية صخرة فيرواي بسهولة من ساحل البر الرئيسي لألاسكا في خليج أمير ويلز. بسبب منحدراتها الشديدة، فإنها لا تشكل أي خطرٍ بحري إضافي. يُعتبر مضيق بيرنغ حول صخرة فيرواي ضحلاً نسبياً – بعمقٍ يُعادل 50 مترٍ تقريباً – وتظهر عمليات مسح المحيطات أنّ الجزيرة تقع بالقرب من حد سرعةٍ أدنى من التيارات البحرية في مضيق. تتم دراسة التيارات البحرية شمال صخرة فيرواي أحياناً كمثال على نظام حقيقي حيث تتولد ظاهرة شارع كارمان الدوامي.
من الناحية السياسية، تعد صخرة فيرواي جزءًا من ولاية ألاسكا الأمريكية وتقع داخل منطقة إحصاء نووم التابعة لألاسكا ووحدة حفظ الأسماك والحياة البرية في ألاسكا 22E.

## النباتات والحيوانات في المنطقة
وصلة=https://fr.wikipedia.org/wiki/Fichier:Fairway-Rock-mil-atop.jpg|بديل=|تصغير|300x300بك|الغطاء النباتي في الجزء العلوي من الجزيرة الجرانيتية خلال زيارة للبحرية الأمريكية.
تعد المنحدرات الشديدة في الجزيرة ملاذاً مريحاً للعديد من الطيور المهاجرة. يأتي السكان الأصليون الذين عاشوا بالقرب من الجزيرة لآلاف السنين إليها لجمع بيض الطيور في فصل الربيع. واستمروا في القيام بذلك في وقت قريب حتى فترة التسعينيات.
تؤوي الجزيرة مستعمرة تكاثر تضم حوالي 35000 طيرٍ بحري، بما في ذلك حوالي 25000 طير من طيور الأويك الأعرف والصغير. في عام 1925، تم الإبلاغ عن تواجد طائر البفن المعنقد، وطائر البفن المقرن، وببغاوات الأويك، وطائر بالاس مور على جزيرة  صخرة فيرواي، حيث تعشش في شقوق جروف الجزيرة. أفاد تقرير يعود لعام 1960 أنّ سكان الإسكيمو في ليتل ديوميد  أبلغوا عن مستعمرة من طيور النورس الغلوكي على صخرة فيرواي أكبر من مستعمرة ليتل ديوميد.
قد يتكاثر أسد البحر ستيلر أيضاً على صخرة فيرواي.

### اكتشاف الجزيرة وتأسيس بؤرة استيطانية
«من أجل راحتي، قمت بتسمية كل هذه الجزر. وقمت بتسمية الجزيرة الشرقية باسم صخرة فيرواي (الطريق الملاحي بالعربية)، لأنها تخدم كدليلٍ ممتاز للقناة الشرقية، والتي هي الأوسع والأفضل.» 
- النقيب فريدريك ويليام بيتشي، من كتاب «سردٌ لرحلةٍ إلى المحيط الهادئ ومضيق بيرينغ للتعاون مع البعثات القطبية: على متن سفينة صاحب الجلالة بلوسوم،» صفحة 337-338.
لمح الكابتن جيمس كوك صخرة فيرواي في 8 أغسطس 1778. تم تسميتها من قِبل الضابط البحري والجغرافي الإنجليزي فريدريك ويليام بيتشي عند رؤيته للجزيرة في يوليو 1826. على عكس الأسماء التي أطلقها على جزر ديوميد  فقد اعتمد اسم «فيرواي.» 
تم تناقل وذكر اسم صخرة فيرواي ضمن مذكرات رحلة جون موير على متن سفينة كوروين في عام 1881 ورولد أموندسن على متن سفينة جيوا في عام 1906.
على ظهر تلك الجزيرة، حدث ما يُعتبر آخر قتالٍ هجومي في الحرب الأهلية الأمريكية: حيث سقطت سفينة شيناندواه CSS  في أيدي أسطول من صائدي الحيتان العاملين في المياه بالقرب من جزيرة ليتل ديوميد في ألاسكا وأغرقوا أكثر من عشرين سفينة في 22 يونيو 1865. تم تأريخ ذلك في كتاب «الطلقة الأخيرة.»
في عام 1964، قامت كسّارة الجليد USCGC Northwind (WAGB-282) التابعة لخفر السواحل في الولايات المتحدة بزيارة الصخرة، وقاموا بتركيب محطة غير مأهولة تعمل على البروبان خاصة بدراسة علوم المحيطات لقياس تدفق المياه عبر مضيق بيرنغ. واصل طاقم نورثويندز المساعدة في الحفاظ على المحطة حتى إغلاقها.

### تركيب مولد طاقة يعمل بالنظائر المشعة
في 11 أغسطس 1966، وضعت البحرية الأمريكية مولداً كهربائياً حرارياً يعمل بالنظائر المشعة باستخدام عنصر الترونتيوم على ظهر صخرة فيرواي من أجل «تزويد الأدوات البيئية بالطاقة.» في ذلك الوقت، كان القائد جون سي ليدوكس مسؤولاً عن برنامج الطاقة النووية التابع لقيادة هندسة المنشآت البحرية، الذي لم يكن لعامليه المدربين البالغ عددهم أكثر من 200 رجل سوى محطة واحدة لتشغيلها. مع تولي رئيس جديد لقيادة هندسة المنشآت البحرية مهام منصبه قريباً، خشي القائد يدوكس من احتمال إلغاء البرنامج إذا لم يكن لديه تطبيقات أخرى. في مذكراته، كتب يدوكس أنه «مثل المسوقين الجيدين، قمنا بإصدار كتالوج لما كان متاحاً وأرسلناه إلى كل قيادات البحرية.» خلال أسبوعين تلقوا طلباً عاجلاً للحصول على مولد في صخرة فيرواي.
كان مولد صخرة فيرواي وقتها يعمل بوقود البروبان ولم يتمكن من العمل في أشهر الشتاء. نظراً لأنّ المولد زود أجهزة الكشف الموضوعة على قاع المحيط لرصد حركة الغواصات المتجهة إلى الشمال بالطاقة، فقد كان من الضروري استبدالها بسرعة. ومع ذلك، فإن نقل المولد الجديد من بالتيمور إلى ألاسكا ثم إلى صخرة فيرواي سيكون عمليةً معقدة واشتبه ليدوكس في أنّ الإجراءات الرسمية المفرطة ستؤخر العملية لفترة طويلة.
تمكن القائد ليدوكس من استخدام معارفه في هيئة الطاقة الذرية الأمريكية للحصول على موافقة لنقل المولد في 4 أيام فقط، وهو ما اعتبره «معجزة في حد ذاتها.» تمكنت رحلةٌ تنطلق اسبوعياً نحو فيتنام تابعة للقوات الجوية من نقل المولد إلى ألاسكا. لكن نقل المولد إلى الجزيرة كان أكثر صعوبة، حيث لم يكن هناك طائرات هليكوبتر تابعة للبحرية في المنطقة. تم التعاقد مع طيار طائرة صغيرة، وتم إنشاء موقعين للتزود بالوقود من قبل فيلق المهندسين بالجيش، وتم تعيين كسّارة جليد من خفر السواحل USCGC Northwind (WAGB-282)) لمرافقتهم، مما سمح للرحلة عبر مضيق بيرنغ بأنّ تمر بأمان. في النهاية، استغرق المشروع 10 أيام فقط و«تم تنفيذه بدون نقود أو إجراءات رمسية – حيث تم مُعظم العمل بواسطة مكالمات هاتفية وزيارات شخصية.» انبهر يدوكس بتمكنهم من تنفيذ مشروع يضم العديد من الأحزاب العسكرية وغير العسكرية المتباينة في مثل هذا الوقت القصير.
كان الجهاز، الذي طوره مارتن ماريتا، أول أداة من نوعها مطورة تجارياً للاستخدام الميداني من جانب الحكومة الأمريكية. تم ذكر هذا الاستخدام في عام 1978 في جلسات استماع مجلس الشيوخ حول الاستخدامات المحتملة للنفايات النووية. في عام 1981 تم إضافة مولديّ نظائر مشعة إضافيين. تمت إزالة جميع المولدات من الجزيرة في عام 1995 في عملية مشتركة بين الجيش والبحرية باستخدام طائرات هليكوبتر من طراز شينوك من شركة بوينغ، من الكتيبة الرابعة، فوج الطيران 123.